# Aureopteryx glorialis
Aureopteryx glorialis is een vlinder uit de familie van de grasmotten (Crambidae). De wetenschappelijke naam van de soort is voor het eerst geldig gepubliceerd in 1920 door Schaus.
De soort komt voor in Frans-Guyana.